# Episodi di Tutor Hitman Reborn! (settima stagione)
Questa lista comprende la settima stagione della serie anime Tutor Hitman Reborn! di Artland, diretto da Kenichi Imaizumi e tratto dall'omonimo manga di Akira Amano.

## Lista episodi
| Nº  | Titolo italiano (traduzione letterale) Giapponese 「Kanji」 - Rōmaji | In onda          | In onda          |
| Nº  | Titolo italiano (traduzione letterale) Giapponese 「Kanji」 - Rōmaji | Giapponese       | Italiano         |
| 154 | Alla prossima battaglia 「次なる戦いへ」 - Tsugi Naru Tatakai he | 10 ottobre 2009  | 21 novembre 2024 |
| 154 | Reborn riassume le battaglie contro i Millefiore, avvenute prima del ritorno di Tsuna e gli altri nel futuro. |                  |                  |
| 155 | Le vere Sei Corone Funebri 「真（リアル）6弔花」 - Riaru Roku Chouka | 17 ottobre 2009  | 25 novembre 2024 |
| 155 | Mentre sono nella base Melone, Tsuna e gli altri ricevono un messaggio da parte di Byakuran. Il boss dei Millefiore rivela che gli anelli Mare posseduti da Shoichi e gli altri erano falsi e che le vere Sei Corone Funebri sono molto più forti.                                                                 |                  |                  |
| 156 | Compagni rassicuranti 「心強い仲間」 - Kokorozuyoi Nakama | 24 ottobre 2009  | 28 novembre 2024 |
| 156 | Irie Shoichi consegna ai guardiani i Vongola Box. Una volta arrivati alla base, Giannini rileva la presenza di un anello nella casa di Tsuna. |                  |                  |
| 157 | Riposo a Namimori 「並盛の休日」 - Namimori no Kyūjitsu | 31 ottobre 2009  | 2 dicembre 2024  |
| 157 | Prima di iniziare ad allenarsi Tsuna e gli altri decidono di passare la giornata andando a visitare le loro case a Namimori. |                  |                  |
| 158 | Un posto accogliente 「あたたかい場所」 - Atatakai Basho | 7 novembre 2009  | 5 dicembre 2024  |
| 158 | Mentre si riposa nella base, Tsuna nota che Chrome passa tutto il tempo da sola e cerca così con l'aiuto di Kyoko e Haru di inserirla nel gruppo. |                  |                  |
| 159 | Per i miei compagni 「仲間のために」 - Nakama no Tameni | 14 novembre 2009 | 9 dicembre 2024  |
| 159 | Mentre leggono il giornale del futuro, Yamamoto nota che la squadra di baseball delle medie Namimori sta ottenendo pessimi risultati. Decide così di andare a scuola e incontra tre membri della squadra. |                  |                  |
| 160 | Acquisire mobilità 「機動力を手に入れろ」 - Kidō Ryoku wo Teni Irero | 21 novembre 2009 | 12 dicembre 2024 |
| 160 | Irie Shoichi convoca Tsuna e gli altri per spiegare come funziona il Choice, il gioco scelto da Byakuran per la loro battaglia. |                  |                  |
| 161 | Airbike 「エアーバイク」 - Eā Baiku | 28 novembre 2009 | 16 dicembre 2024 |
| 161 | Giannini mostra a Tsuna e gli altri le Airbike, delle moto in grado di volare, che fanno parte della Collezione Vongola. |                  |                  |
| 162 | Il Box dei Vongola del Cielo 「大空のボンゴレ匣（ボックス）」 - Ōzora no Bongore Bokkusu | 5 dicembre 2009  | 19 dicembre 2024 |
| 162 | Dopo aver imparato a guidare le Airbike, Reborn spiega a Tsuna e gli altri che il giorno dopo utilizzeranno le Vongola Box. |                  |                  |
| 163 | Caos alla Base dei Vongola 「恐怖！アジト大騒動」 - Kyōfu! Ajito Dai Sōdō | 12 dicembre 2009 | 23 dicembre 2024 |
| 163 | I ragazzi si preparano per festeggiare l'arrivo di Dino, che mentre si trova nella sua stanza utilizza una box e causa un disastro. |                  |                  |
| 164 | Box dei Vongola: inizia l'allenamento 「ボンゴレ匣（ボックス）、修業開始」 - Bongore Bokkusu, Shūgyō Kaishi | 19 dicembre 2009 | 26 dicembre 2024 |
| 164 | È arrivato il momento di iniziare ad utilizzare le Vongola Box, così Dino spiega a Tsuna e ai guardiani come dovranno allenarsi. |                  |                  |
| 165 | Dichiarazione di Boicottaggio 「(ボイコット宣言)」 - Boikotto Sengen | 26 dicembre 2009 | 30 dicembre 2024 |
| 165 | Dopo aver concluso l'allenamento, Tsuna e gli altri si ritrovano davanti Kyoko e Haru che gli chiedono di dirgli tutta la verità. Al loro rifiuto, le ragazze decidono di scioperare e di non fare più le pulizie e di non cucinare per loro.                                                                      |                  |                  |
| 166 | Con lo stesso cuore 「(同じ心で)」 - Onaji Kokoro de | 9 gennaio 2010   | 2 gennaio 2025   |
| 166 | Dopo essere tornato alla base, Tsuna spiega anche ad Haru tutto su Byakuran e sui Millefiore. |                  |                  |
| 167 | Il giorno della battaglia 「決戦の日」 - Kessen no Hi | 16 gennaio 2010  | 7 gennaio 2025   |
| 167 | È arrivato il giorno della battaglia contro i Millefiore e Tsuna e gli altri si recano al tempio di Namimori. |                  |                  |
| 168 | Inizia il Choice 「チョイス開始」 - Choisu Kaishi | 23 gennaio 2010  | 10 gennaio 2025  |
| 168 | Dopo essere stati trasportati sul campo di battaglia, Tsuna e Byakuran devono sorteggiare i partecipanti del Choice. |                  |                  |
| 169 | Leone dei Cieli Versione Vongola 「天空ライオン Ver.V ｢レオネ・ディ・チェーリバージョンボンゴレ｣」 - Tenkū Raion Ver.V Reone.Di.Cheeri Bājon Bongore | 30 gennaio 2010  | 14 gennaio 2025  |
| 169 | Il Choice inizia, per la squadra dei Vongola Irie Shoichi e Spanner restano nella base, mentre Gokudera viene assegnato alla difesa e Tsuna e Yamamoto all'attacco. |                  |                  |
| 170 | Lo scontro Fatidico 「因縁の対決)」 - Innen no Taiketsu | 6 febbraio 2010  | 16 gennaio 2025  |
| 170 | Tsuna riesce a sconfiggere il suo avversario. Intanto, Yamamoto si ritrova a dover combattere contro un nemico inaspettato. |                  |                  |
| 171 | Vendetta 「リベンジ」 - Ribenji | 13 febbraio 2010 | 21 gennaio 2025  |
| 171 | Genkishi, vedendo la forza di Yamamoto, decide di utilizzare l'anello infernale. Inoltre rivela al ragazzo che contro Tsuna ha usato solo il 50% del suo potere. |                  |                  |
| 172 | L'assalto di Kikyo 「桔梗強襲」 - Kikyō Kyōshū | 20 febbraio 2010 | 23 gennaio 2025  |
| 172 | Kikyo si avvicina sempre di più alla base dei Vongola dove si trova Irie Shoichi, mentre Tsuna ha delle difficoltà a raggiungere la posizione del bersaglio dei Millefiore. |                  |                  |
| 173 | La fine del Choice 「チョイス決着！」 - Choisu Kecchaku | 27 febbraio 2010 | 27 gennaio 2025  |
| 173 | Tsuna deve scappare dall'illusione di Torikabuto, mentre Yamamoto cerca di distruggere la barriera di Daisy e Irie Shoichi insieme a Spanner deve vedersela con Kikyo. |                  |                  |
| 174 | La verità sul futuro 「未来の真相」 - Mirai no Shinsō | 6 marzo 2010     | 30 gennaio 2025  |
| 174 | Dopo aver ripreso conoscenza, Shoichi racconta a Tsuna e agli altri perché vuole sconfiggere Byakuran, di quando dieci anni prima è stato trasportato nel futuro e l'ha incontrato per la prima volta. |                  |                  |
| 175 | L'arrivo di Uni 「ユニ光臨」 - Yuni Kōrin | 13 marzo 2010    | 3 febbraio 2025  |
| 175 | Dopo che Shoichi termina la spiegazione sul futuro, Byakuran arriva e rivendica il possesso degli anelli dei Vongola. Shoichi però rivela che l'ultima volta che lui e Byakuran hanno giocato a Choice, il boss dei Millefiore gli ha concesso una regola extra: Shoichi chiede così la ripetizione della partita. |                  |                  |
| 176 | Fuga 「脱出」 - Dasshutsu | 20 marzo 2010    | 6 febbraio 2025  |
| 176 | Tsuna e gli altri arrivano alla base per teletrasportarsi, ma vengono raggiunti da Byakuran. In quel momento arriva Mukuro Rokudo a tenerlo occupato. |                  |                  |
| 177 | Dopo la battaglia 「戦いの後」 - Tatakai no Ato | 27 marzo 2010    | 10 febbraio 2025 |
| 177 | Dopo essere tornato alla base, Reborn raggiunge Lal Mirch e le racconta quello che è successo nella battaglia con Byakuran. |                  |                  |